# Nennspannung
Die Nennspannung (eher selten auch Nominalspannung genannt) eines elektrischen Verbrauchers oder einer Spannungsquelle (Batterie, Generator, Stromnetz) ist der vom Hersteller oder Lieferanten spezifizierte Wert der elektrischen Spannung im Normalbetrieb. Der Begriff Nennspannung wurde in Deutschland erstmals im Jahr 1981 in der DIN 40200 definiert. Er ist von der Bemessungsspannung insbesondere für elektrische Betriebsmittel und Verbraucher vollständig zu unterscheiden.
Die Nennspannung ist

„Ein geeigneter gerundeter Wert einer Größe zur Bezeichnung oder Identifizierung eines Elements, einer Gruppe oder einer Einrichtung.“

Sie ist eine verallgemeinerte Bezeichnung, ein Identifikator. Sie wird hauptsächlich bei der Kennzeichnung von Spannungsquellen wie Batterien oder elektrischen Netzen verwendet. Eine Verwendung bei Betriebsmitteln, Verbrauchern, elektronischen Bauteilen oder ähnlichem ist im Allgemeinen nur innerhalb einer Typkennzeichnung üblich. Demgegenüber beschreibt die Bemessungsspannung bzw. beschreiben Bemessungswerte grundlegende Konstruktionsdaten. Technische Daten sind dementsprechend stets Bemessungswerte. Der undefinierte, aber manchmal verwendete Begriff „Nominalspannung“ stellt auch eine Bemessungsspannung dar, da er sich auf definierte Betriebsbedingungen (eine definierte Bemessungsumgebung) bezieht.

## Nennspannung elektrischer Quellen
Die Nennspannung ist im Allgemeinen eine prinzipbedingte oder aus dem Effektivwert der Spannung abgeleiteter Größe. Toleranzen oder spezifische Betriebsbedingungen werden außer Acht gelassen. In einphasigen Netzen wird die Sternspannung oder Strangspannung verwendet. In Drehstromnetzen hingegen die verkettete Spannung oder (Außen-)Leiterspannung. Die Angabe der Sternspannung oder Strangspannung ist hier nicht unbedingt erforderlich (690 V  = 690 V / 400 V oder 400 V = 400 V / 230 V), kann aber insbesondere bei ungebräuchlichen Spannungen angegeben werden (z. B. 220 V / 127 V). Die konkrete Bezeichnung ist abhängig vom Standpunkt des Betrachters und vom Runden des Wertes. So sind die Bezeichnungen 690 V und 0,7 kV gleichwertig. Die einphasige Strangspannung von 231 V des zugrundeliegenden 400 V Drehstromnetzes wird üblicherweise mit 230 V bezeichnet.

## Nennspannung von Batterien
Bei Batterien und Akkumulatoren ist die Nennspannung ein geeigneter, angenäherter Wert der Spannung zur Kennzeichnung einer Zelle, einer Batterie oder eines elektrochemischen Systems (nach DIN EN 60050-482). Die Leerlaufspannung ist immer höher als die Nenn- oder Bemessungsspannung. Die Nennspannung einer Batterie ergibt sich aus der Anzahl der in Reihe geschalteten Zellen.
Die Nennspannung pro Zelle von Batterien (nicht wiederaufladbar) und Akkumulatoren (wiederaufladbar) beträgt:
- 1,2 V für die Nickel-Cadmium-Zelle (siehe Nickel-Cadmium-Akkumulator), die Nickel-Metallhydrid-Zelle (siehe Nickel-Metallhydrid-Akkumulator) und die Nickel-Eisen-Zelle (siehe Nickel-Eisen-Akkumulator)
- 1,35 V für die Quecksilberoxid-Zink-Zelle, siehe Quecksilberoxid-Zink-Batterie
- 1,5 V für die Alkali-Mangan-Zelle, siehe Alkali-Mangan-Batterie
- 1,5 V für die Zink-Kohle-Zelle, siehe Zink-Braunstein-Zelle
- 1,5 V für die Zink-Luft-Zelle, siehe Zink-Luft-Batterie
- 1,5 V für die Lithium-Eisensulfid-Zelle, siehe Lithium-Eisensulfid-Batterie
- 1,55 V für die Silberoxid-Zink-Zelle, siehe Silberoxid-Zink-Batterie
- 2,0 V für die Bleidioxid-Blei-Zelle (siehe Bleiakkumulator)
- 2,9 bis 3,7 V für Lithium-Zellen, abhängig vom Kathodenmaterial, siehe Lithium-Batterie beziehungsweise Lithium-Akkumulator

## Nennwert der Netzspannung
In Europa beträgt der in der EN 60038 definierte Nennwert der Netzspannung 230 V (Außenleiter/Neutralleiter, Einphasenwechselstrom) bzw. 400 V (Außenleiter/Außenleiter, Drehstrom) mit einem Toleranzbereich von −10 % bis +10 %. Das ist der Effektivwert. Der Nennwert der Frequenz ist 50 Hz. Bis ins Jahr 1987 betrug der Nennwert in Kontinentaleuropa 220 Volt und im Vereinigten Königreich 240 Volt. Die Übergangsfrist betrug eigentlich 20 Jahre, ist jedoch noch immer nicht vollständig abgeschlossen. Für 220 V spezifizierte elektrische Verbraucher können meist auch an der 4,5 % höheren Spannung betrieben werden. Der Energieverbrauch bei ungeregelten linearen Verbrauchern steigt dabei allerdings wegen der quadratischen Abhängigkeit nicht um 4,5 %, sondern um etwas mehr als 9 % an.
In den USA beträgt der Nennwert der Netzwechselspannung 120 Volt. Für Leuchtstofflampen (Brennspannung teils bis ca. 110 V erforderlich zuzüglich Vorschaltgerät) und größere Verbraucher wie Klimaanlagen und Waschmaschinen sind auch die doppelte Spannung von 240 V gebräuchlich, die Relation ergibt sich aus dem in den USA üblichen Einphasen-Dreileiternetz. Die Netzfrequenz beträgt 60 Hz.
In den USA wird hierbei zusätzlich klassisch zwischen distribution voltage (= Verteilspannung) als Ausgangsspannung der speisenden Transformatoren und utilization voltage (= Verbraucherspannung) unterschieden. Daraus ergibt sich beispielsweise, dass die Nennspannung des Netzes 120 V beträgt, während die Nennspannung der Verbraucher 115 V ist. Die entsprechenden Drehstromnetze mit einer distribution voltage von 208 V / 120 V ergeben eine utilization voltage von 200 V / 115 V.
Historisch gehen die 110 und 220 V darauf zurück, dass für den Betrieb von Kohlebogenlampen (Straßenbeleuchtung, Filmprojektoren) gerade 55 Volt Gleichspannung ausreicht. Bei höheren Spannungen droht ein elektrischer Schlag, und im nötigen Vorwiderstand der Bogenlampen wäre unnötig Leistung verloren gegangen. Damit waren auch Transformatoren zum Aufbau des Stromnetzes nötig geworden, und man ging von der anfänglich verwendeten Gleichspannung zu Wechselspannung über.

## Weitere Nennspannungen

### Fahr- und Flugzeuge
Fahrrad
- 6 Volt Wechselspannung (Fahrraddynamo, variable Frequenz, Nennlast 3 Watt)

Kraftfahrzeuge (Gleichspannung)
- 6 Volt (ältere PKW und Motorräder, Ladeschlussspannung und somit die Bordspannung ist 7,2 Volt)
- 12 Volt (PKW, Motorräder, Ladeschlussspannung und somit die Bordspannung ist 14 Volt)
- 24 Volt (LKW, Ladeschlussspannung und somit die Bordspannung ist 28 Volt), sogenannter automotiv-Toleranzbereich ist 18…30 Volt

Flugzeuge (Auswahl)
- 28 Volt Gleichspannung (22…29 Volt)
- 115/200 Volt Drehstrom / 400 Hz (108…118 Volt RMS)
- ±270 Volt Gleichspannung (250…280 Volt)

Eisenbahnfahrzeuge
- 24 Volt Gleichspannung (Vorwiegend Triebwagen, Toleranzbereich ist 16,8…30 V)[6]
- 36 Volt Gleichspannung (Früher in der Schweiz für alle Fahrzeuge verwendete Steuerspannung)
- 74 Volt Gleichspannung (Steuerspannung bei amerikanischen Fahrzeugen)
- 110 Volt Gleichspannung (Vorwiegend Lokomotiven, Toleranzbereich ist 77…137,5 V)[6]
- 1000 Volt Wechselspannung / 16,7 Hz (Zugsammelschiene)

### Steuerspannungen
Innerhalb von elektrischen Anlagen wird als Steuer- und Betriebsspannung Gleichspannung (DC) oder Wechselspannung (AC) verwendet.

#### Industrieanlagen
Übliche Nennspannungen: 24 V DC, 24 V AC, 42 V AC.

#### Schaltanlagen
Es sind Spannungen von 100 V AC (Ausgangsspannung von Spannungswandlern), 110 V AC oder DC, 220 V AC oder DC üblich.

### Telekommunikation
- Telefon-Endgeräteanschluss: 60 V Gleichspannung
- Vermittlungsanlagen, Mobilfunkstandorte mit und ohne Batterie-Notstrom: 48 V Gleichspannung (Betriebsspannung)
- Röhrenendstufen von Großsendern: 12 kV Gleichspannung

## Energieverteilungsnetze

### Niederspannung (<1kV)
- 115 Volt
- 230 Volt
- 400 Volt
- 500 Volt
- 690 Volt

### Mittelspannung (1–35kV)
- 6 kV
- 10 kV
- 15 kV (auch Normspannung der Oberleitung elektrischer Bahnen der DB, SBB und ÖBB)
- 20 kV
- 30 kV

Da in vielen Städten noch zahlreiche ältere Erdkabel (meist für 6 kV und 10 kV) verlegt sind, sind in vielen Stadtnetzen die niederen Werte üblich. In ländlichen Regionen werden meist 20 kV und 30 kV verwendet.

### Hochspannung
- 60 kV (in Deutschland fast nur in Stadtnetzen mit hohem Anteil älterer Kabel)
- 66 kV (Nennspannung im Bahnstromnetz der SBB)
- 110 kV (auch Nennspannung im Bahnstromnetz in Deutschland und Österreich)
- 132 kV (Nennspannung im Bahnstromnetz der SBB)

### Höchstspannung
(→ Spannungsangaben bei Hochspannungsleitungen)
- 220 kV / 230 kV (seit den 1920ern)
- 380 kV / 400 kV (Europanetz; seit 1952 Harsprånget – Hallsberg in Schweden, 1957 in Deutschland)

Außerhalb Europas sind teilweise andere Nennspannungen üblich. In weiteren Ländern gibt es öfter relativ kurze Versuchsleitungen. Häufige Werte in Hoch- und Höchstspannungsnetzen sind:
- 66 kV
- 132 kV
- 275 kV
- 345 kV
- 420 kV
- 500 kV
- 735 kV (seit 1965 in Québec, Kanada)
- 750 kV (seit den 1980er Jahren in Russland und von dort in angrenzende Staaten)
- 765 kV (seit 1967, vor allem Russland, USA, Kanada, Südafrika, Brasilien)
- 1100 kV (Drehstromleitung Kita-Iwaki in Japan, derzeit mit 500 kV betrieben)
- 1150 kV (Drehstromleitung Ekibastus–Kökschetau in Kasachstan, meist mit etwa der Hälfte betrieben)

Für Hochspannungs-Gleichstrom-Übertragungs-Anlagen existieren keine Nennspannungen, da fast immer Zweipunktverbindungen vorliegen. Häufig gewählte Spannungswerte bei modernen Anlagen sind:
- 400 kV
- 450 kV
- 500 kV
- 600 kV (von Itaipú zum Großraum São Paulo)
- 800 kV (HGÜ Yunnan–Guangdong, Südliche HGÜ Hami–Zhengzhou und weitere)